# Batariel
Batriel, Batârêl (Aramaico: מטראל, Grego: Βατριήλ) é um anjo caído, o décimo segundo  mencionado dentre os 20 anjos sentinelas, líderes dos 200 anjos caídos no Livro de Enoque.. O nome é geralmente traduzido como "vale do Senhor" - bathar-el e é de origem babilônica. Michael Knibb lista o nome do anjo segundo o Livro Etíope de Enoque como "chuva do Senhor".